# خلیج شناس
خلیج‌شناس خلیجی کوچک در جنوب بندرشناس در نزدیکی بندر لنگه در هرمزگان است.